# São Paulo Futebol Clube
São Paulo Futebol Clube (SPFC) je brazilski profesionalni nogometni klub iz mesta São Paulo, ki je bil ustanovljen leta 1930. Njihov domači stadion je Morumbi. Poleg Corinthians je najuspešnejši brazilski nogometni klub.